# Lista membrilor Camerei Reprezentanților Statelor Unite ale Americii din statul Utah

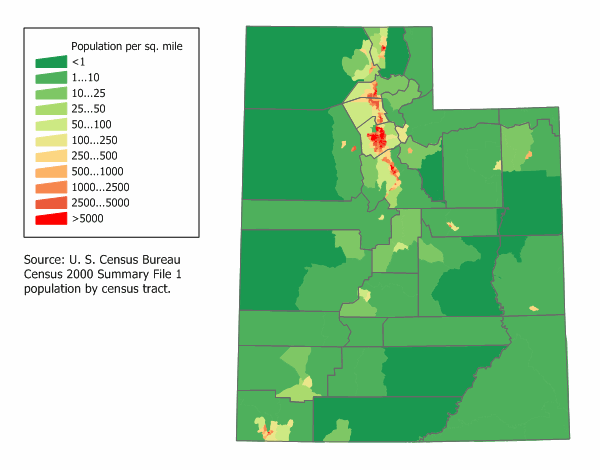
Harta densității populației statului.

Această pagină este o listă a tuturor membrilor Camerei Reprezentanților a Statelor Unite ale Americii din statul Utah, începând cu delegații din vremea când statul Utah era un teritoriu organizat al Statelor Unite ale Americii.

## Membri actuali ai Camerei Reprezentanților și districtul pe care îl reprezintă
- UT's 1st congressional district: Rob Bishop
- UT's 2nd congressional district: Chris Stewart
- UT's 3rd congressional district: Jason Chaffetz
- UT's 4th congressional district: Jim Matheson

## Membri și delegați anteriori

### Delegații din parteaTeritoriului Utah
- John Milton Bernhisel
- John Thomas Caine
- Allen G. Campbell
- George Quayle Cannon
- Frank Jenne Cannon
- William Henry Hooper
- John F. Kinney
- Joseph Lafayette Rawlins

### Membri ai Camerei Reprezentanților
| Representative          | Years               | Party      | District      |
| ----------------------- | ------------------- | ---------- | ------------- |
| Clarence Emir Allen     | 1896–1897           | Republican | At-large      |
| Reva Beck Bosone        | 1949–1953           | Democratic | 2nd           |
| Laurence J. Burton      | 1963–1971           | Republican | 1st           |
| Chris Cannon            | 1997–2009           | Republican | 3rd           |
| Don B. Colton           | 1921–1933           | Republican | 1st           |
| Merrill Cook            | 1997–2001           | Republican | 2nd           |
| William A. Dawson       | 1947–1949 1953–1959 | Republican | 2nd           |
| Henry Aldous Dixon      | 1955–1961           | Republican | 1st           |
| Walter K. Granger       | 1941–1953           | Democratic | 1st           |
| Enid Greene             | 1995–1997           | Republican | 2nd           |
| James V. Hansen         | 1981–2003           | Republican | 1st           |
| Allan Turner Howe       | 1975–1977           | Democratic | 2nd           |
| Joseph Howell           | 1903–1917           | Republican | At-large, 1st |
| Jacob Johnson           | 1913–1915           | Republican | 2nd           |
| David S. King           | 1959–1963 1965–1967 | Democratic | 2nd           |
| William H. King         | 1897–1901           | Democratic | At-large      |
| Elmer O. Leatherwood    | 1921–1929           | Republican | 2nd           |
| Sherman P. Lloyd        | 1963–1965 1967–1973 | Republican | 2nd           |
| Frederick C. Loofbourow | 1930–1933           | Republican | 2nd           |
| David Daniel Marriott   | 1977–1985           | Republican | 2nd           |
| James Henry Mays        | 1915–1921           | Democratic | 2nd           |
| K. Gunn McKay           | 1971–1981           | Democratic | 1st           |
| David Smith Monson      | 1985–1987           | Republican | 2nd           |
| Abe Murdock             | 1933–1941           | Democratic | 1st           |
| Howard C. Nielson       | 1983–1991           | Republican | 3rd           |
| William Orton           | 1991–1997           | Democratic | 3rd           |
| Wayne Owens             | 1973–1975 1987–1993 | Democratic | 2nd           |
| M. Blaine Peterson      | 1961–1963           | Democratic | 1st           |
| Brigham Henry Roberts   | denied seat         | Democratic | At-large      |
| J. W. Robinson          | 1933–1947           | Democratic | 2nd           |
| Karen Shepherd          | 1993–1995           | Democratic | 2nd           |
| Douglas R. Stringfellow | 1953–1955           | Republican | 1st           |
| George Sutherland       | 1901–1903           | Republican | At-large      |
| Milton H. Welling       | 1917–1921           | Democratic | 1st           |

## Alte articole
- United States Congressional Delegations from Utah
- List of United States Senators from Utah